# Rogów (gmina)
Pour les articles homonymes, voir Rogów.
Rogów est une gmina rurale (gmina wiejska) du powiat de Brzeziny, dans la Voïvodie de Łódź, dans le centre de la Pologne.
Son siège administratif (chef-lieu) est le village de Rogów, qui se situe à environ 10 kilomètres (km) à l'est de Brzeziny (siège du powiat)) et à 29 kilomètres à l'est de Łódź, la capitale régionale (siège de la voïvodie).
La gmina couvre une superficie de 66,06 km2 pour une population de 4 662 habitants en 2007.

## Histoire
De 1975 à 1998, la gmina est attachée administrativement à la voïvodie de Skierniewice.

Depuis 1999, elle fait partie de la voïvodie de Łódź.

## Géographie
La gmina inclut les villages et localités de :

Localisation de la gmina dans le powiat

- Jasień
- Józefów
- Kobylin
- Kotulin
- Marianów Rogowski
- Mroga Dolna
- Mroga Górna
- Nowe Wągry
- Olsza
- Popień
- Przyłęk Duży
- Przyłęk Mały
- Rogów
- Rogów Wieś
- Stefanów
- Wągry
- Zacywilki

### Gminy voisines
La gmina de Rogów est voisine des gminy de :
- Brzeziny
- Dmosin
- Jeżów
- Koluszki
- Lipce Reymontowskie
- Słupia

## Structure du terrain
D'après les données de 2007, la superficie de la commune de Rogów est de 66,06 kilomètres carrés, répartis comme telle :
- terres agricoles : 70 %
- forêts : 21 %

La commune représente 18,42 % de la superficie du powiat.

## Démographie
Données du 31 décembre 2007 :
| Description        | Total  | Total | Femmes | Femmes | Hommes | Hommes |
| ------------------ | ------ | ----- | ------ | ------ | ------ | ------ |
| Unité              | Nombre | %     | Nombre | %      | Nombre | %      |
| Population         | 4 662  | 100   | 2 345  | 50,3   | 2 317  | 49,7   |
| Densité (hab./km2) | 71     | 71    | 35     | 35     | 35     | 35     |